# 朱之光
朱之光（1918年—2017年10月3日），浙江余姚人，中华人民共和国政治人物。
担任宁波专署专员，中共浙江省委统战部副部长。1954年，当选第一届全国人民代表大会代表。